# Parafia Nawiedzenia Najświętszej Maryi Panny w Kasince Małej
Parafia Nawiedzenia Najświętszej Maryi Panny – parafia rzymskokatolicka, należąca do dekanatu Mszana Dolna w archidiecezji krakowskiej. Opiekę nad nią sprawują księża diecezjalni.
Odpust parafialny obchodzony jest w święto Nawiedzenia NMP, przypadające w pierwszą niedzielę lipca. 

## Historia
Początki parafii w Kasince Małej sięgają XIX w. w którym były już zaawansowane plany budowy kościoła i jego lokalizacja, udało się zgromadzić część materiałów budowlanych, lecz na skutek wielu nieporozumień i okoliczności przedsięwzięcie nie zostało zrealizowane. 
W 1911 roku wikariusz parafii św. Michała Archanioła w Mszanie Dolnej ks. Władysław Bączyński na nowo podjął temat utworzenia parafii i budowy świątyni. Dzięki jego zapałowi i pomysłom już w 1911 r. powstały pierwsze fundamenty świątyni. Dzięki zaangażowaniu mieszkańców w budowę pierwsza msza odbyła się już w 1913 roku. Parafia dostała wezwanie Najświętszej Marii Panny.

## Proboszczowie
- ks. Władysław Bączyński (1911-1940)[1]
- ks. Julian Łysek (1940 – 1945)[1]
- ks. Andrzej Braś (1945 – 1966)[1]
- ks. Kazimierz Szewczyk (1966 – 1985)[1]
- ks. Stanisław Uryga (1985 – 2001)[1]
- ks. Józef Maciążka (2001 – 2015)[1]
- ks. dr Krzysztof Chromy (2015 -2017)[1]
- ks. prałat Tadeusz Dziedzic (2017-2023)[1]
- ks. kan. Paweł Rybski (od 2023)[2]